# 軍官

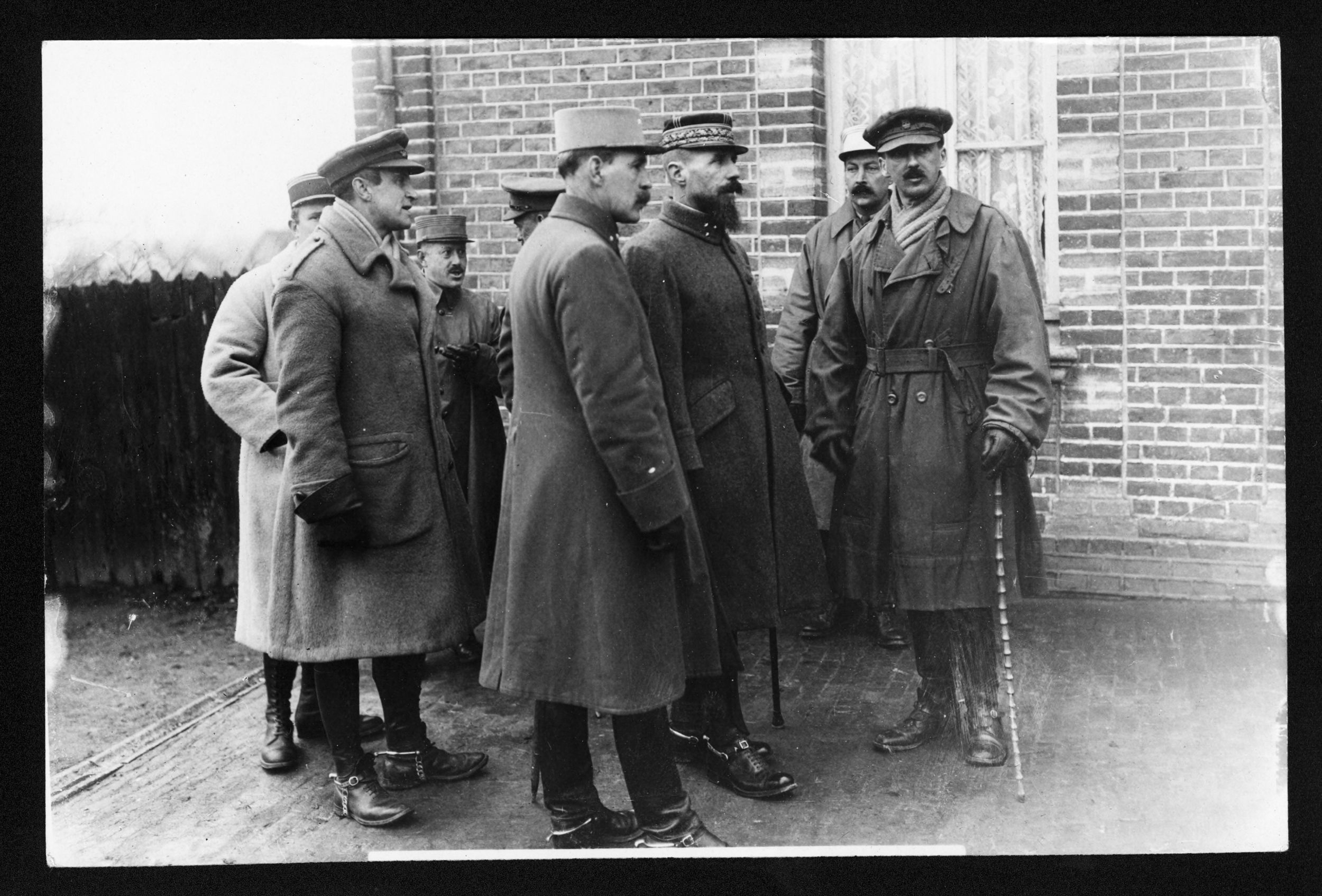
第一次世界大戰期間，法國將軍古羅探訪軍官學校

軍官，本義為國家授權至軍中管理軍隊的官員，軍官往往象徵著國家軍隊的威權性，是軍隊最高的管理幹部，一般由尉級至將級的人員擔任，在軍中擔任領導軍隊，指揮領導或技術幕僚（或稱參謀）的職務，前者擔任的職務名稱有排長、連長、營長、團長、旅長、師長、軍長、指揮官或司令（官）等，後者幕僚職則有行政官、人事官、情報官、作戰官、訓練官、後勤官、補給官、財務官或運輸官等等，甚至在許多共產國家和中華民國軍中還設有政治委員，如：旅政戰主任、旅政戰官、旅保防官、旅監察官、營輔導長、營政戰官及連輔導長，現代國家的軍隊體制，軍人分為軍官、士官、士兵三大體系，各有其任務執掌，而軍官在位階上高於士官及士兵，擔任領導及幕僚的職務。

## 軍銜
在古中國各個朝代，對軍官的稱呼不一，有武將、武官、武吏等稱呼，軍官一詞，最早出現在漢朝，《漢書·百官公卿表》載：「騪粟都尉，武帝軍官，不常置」。元朝官員分為民官、軍官。 在皇帝的詔、敕和公事行文中，對軍官的升、降、襲職、退休等已有規定。如在邊界地區「鎮守三載無虞者，......軍官升一階”;“軍官有功而升职者，舊以其子弟襲職，陣亡者許令承襲，若罷去者，以有功者代之。
清廷在1904年，效仿西方国家的三等九级军衔制，创立清朝军衔。1912年8月，北洋政府公布《陆军官佐士兵等级表》，将军官分为将官、校官、尉官三等，各等又分上、中、少三级。中華民國國軍軍階和中国人民解放军军衔亦沿用这一体系，并以此对应翻译各国軍官军衔。
各国军官中，除了通常分為尉官、校官以及將官三級外，从低到高包含准尉（介於士官與軍官之間）、少尉、中尉、上尉、少校、中校、上校、少將、中將、上將以及大將。部分國家還設有特級上將（如中華民國，已於西元2000年廢除）、准將、大校或大尉。一部分國家在將官之上還設有元帥（美國及利比里亚稱為五星上將），甚至大元帥（專門授予國家元首或最高軍事長官等一國軍隊最高統帥）等最高級軍官軍銜。
軍官的任用多半需要依軍階，但實際運用上可以用較低軍階的人員擔任高階職務，稱為「佔缺」。如一般情況，連長編制是由上尉或少校擔任，但是中尉可以「佔缺」擔任連長。

## 執掌
軍官在部隊中，具有領導和管理的責任，軍官負責戰略的制定與決策，以及命令的傳達，相當於企業裡的中高階主管；而士官則較偏重在如何讓戰略落實，命令如何執行，相當於企業裡的基層幹部。簡單來說，軍官是決策者；士官、士兵是執行者。
在職權上，士官、士兵需要服從軍官的領導，但是在基層連隊上，為防止軍官在地方待過久導致控制軍隊，形成地方上的軍閥割據，因此大多會採取輪調的制度，每兩到三年輪調一次，而士官則無此制度，較熟悉地方上連隊運作，使大多數軍官在領導連隊上仍須與當地士官相互合作，才能妥善使連隊正常運行，因此時常發生菜鳥的少尉排長遭到老鳥的士官督導長、士官長、上士班長甚至是資深兩三年的上等兵欺負的情形。

## 特殊情況
一般現代國家，軍官的任命分為三大體系：軍校畢業生、民間大專院校招募（如大學儲備軍官訓練團）、國防機關向民間招考（如中華民國國軍人才招募）及士官向上升遷得來。
但在某些有義務役兵役制度的國家，會擇優准許義務役軍人成為軍官，但多半只能擔任最低層的少尉。如過去中華民國有預官考試，招考大學（學士）以上學歷的役男，如被錄取為預備軍官者，在受訓結束後，授予少尉軍官階級。

### 日本
大致上日語沒有“軍官”一詞，稱軍官為士官，俗稱「將校」，自衛隊成立後將軍官稱為幹部自衛官。現代漢語語境的“士官”階級在日本則稱為“下士官”，包含軍曹及曹長等職務。而在日本自衛隊中，相當於軍官的名詞為「幹部自衛官」或「幹部」，包含將官、佐官及尉官。